# Costiferinae
Costiferinae es una subfamilia de foraminíferos bentónicos de la familia Nubeculariidae, de la superfamilia Cornuspiroidea, del suborden Miliolina y del orden Miliolida. Su rango cronoestratigráfico abarca el Noriense (Triásico superior).

## Clasificación
Costiferinae incluye a los siguientes géneros:
- Costifera †
- Siculocosta †